# 케리네이아의 암사슴

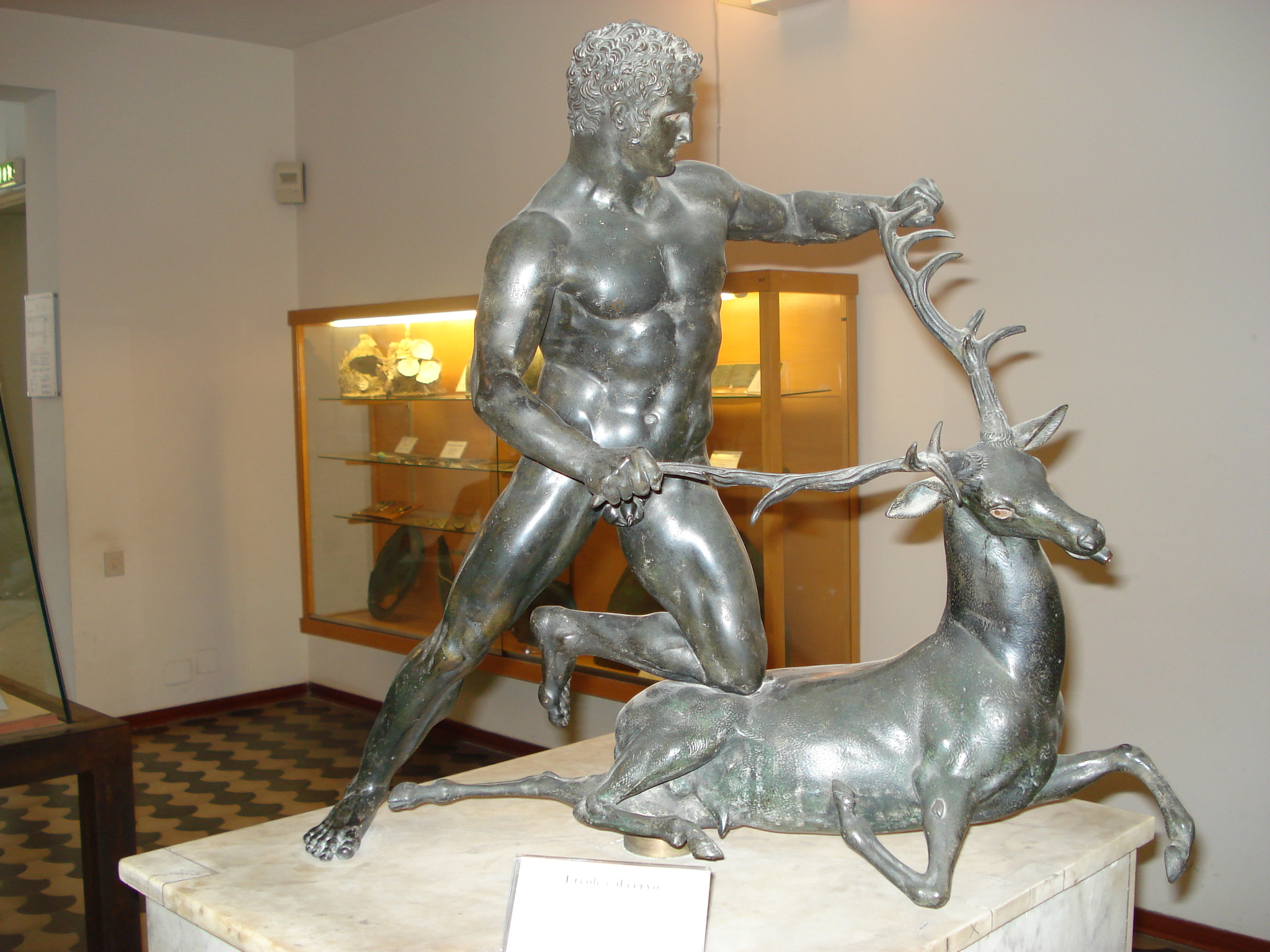
헤라클레스와 케리네이아의 암사슴

케리네이아의 암사슴(그리스어: Κερυνίτιδα Έλαφος)은 그리스 신화에 등장하는 상상의 동물로 달의 여신 아르테미스를 상징한다. 얼룩 무늬를 가진 이 암사슴은 황소보다 크며 화살보다 빠르고 청동 발굽과 청동 혹은 황금으로 된 뿔이 달려 있어서 마치 숫사슴처럼 보였다고 한다.

## 헤라클레스의 12업
이전의 괴물을 죽이는 노역이 헤라클레스에게 쉬웠다고 생각한 에우리스테우스는 세 번째 노역으로 헤라클레스에게 케리네이아의 암사슴을 상처 하나 없이 생포하라는 까다로운 조건으로 미케네로 데리고 오라고 지시하였다. 헤라클레스는 1년 동안 그리스 전역을 돌아다니면서 이 화살처럼 빠른 사슴을 쫓았다. 지친 사슴이 아르테미시온산에서 라돈강으로 내려가 쉬고 있을 때 피가 나지 않도록 사슴의 뒷다리 뼈와 근육 사이에 독이 묻지 않은 화살을 쏘아 도망치지 못하도록 하여 생포한 후 미케네로 데려갔다.
에우리스테우스는 아르테미스 여신이 자신의 사슴을 학대한 헤라클레스를 벌할 것이라 생각하였다. 헤라클레스는 미케네로 돌아가던 중 우연히 아르테미스와 아폴론 남매와 마주치게 되고 사슴을 데려오는 것이 자신의 속죄를 위한 노역이라 설명하고 여신으로부터 용서를 구하며 사슴을 원래 있던 곳에 데려다 놓겠다 약속하였다. 결국 아르테미스는 헤라클레스를 용서하였고 에우리스테우스의 계획은 실패하였다.